# Atropoides occiduus
Atropoides nummifer occiduus là một loài rắn trong họ Rắn lục. Loài này được Hoge mô tả khoa học đầu tiên năm 1966.